# Ao dai
|  | Maskinoversættelse og/eller tvivlsomt indhold Denne sides indhold bærer præg af at være en maskinoversættelse og/eller meget dårligt og uklart formuleret. Det vurderes at sproget er så dårligt og eventuelt forkert eller til at misforstå, at det bør omskrives eller oversættes på ny. Du kan hjælpe med at oversætte til korrekt dansk i denne og lignende artikler. Hvis dette ikke sker inden for kort tid, kan en sletning komme på tale. Se evt. denne sides diskussionsside eller i artikelhistorikken. bred-legged? |

Ao dai (Áo dài) er en traditionel kvindedragt i Vietnam. Den består af to elementer; en lang tunika med en tætsiddende kjole, mandarinkrave, raglanærmer, og sideslidser, der skaber for- og bagside paneler fra livet og ned, og bred-legged bukser, ofte skåret på skrå. Lag af silke og pels var ikke usædvanligt for de rigeste kvinder.
Kronprinsesse Mary bar ao dai ved en kongelig fest maj 2012 (Verdensnaturfondens 40-års jubilæums velgørenhedsmiddag onsdag d. 30 maj 2012 i Orangeriet på Fredensborg Slot).